# Олга Рајковић
?
Олга Рајковић (1913— ? ) је била југословенска гимнастичка репрезентативка.

## Резултати
Учествовала је на Летњим олимпијским играма 1936. у Берлину у дисциплини гимнастички вишебој у екипној конкуренцији за жене. Екипу је чинило осам гимнастичарки: Душица Радивојевић, Лидија Рупник, Марта Пустишек, Олга Рајковић, Драгана Ђорђевић, Анчка Горопенко, Катарина Хрибар и Маја Вершеч. На основу збира појединачних резултата у три дисциплине, направљен је пласман у оквиру репрезентације, а шест првопласираних, од осам чланица репрезентације, такмичиле су се у другом кругу односно групној вежби. Сви резултати првог и друго дела су се сабрали и добијен је резултат и пласман екипе Југославије, која је заузела четврто место са 485,60 бодова.
Појединачни резултати Олге Рајковић
| Дисциплина         | Бодови | Пласман |
| ------------------ | ------ | ------- |
| Прескок            | 20,00  | 34      |
| Двовисински разбој | 21,20  | = 25    |
| Греда              | 20,80  | = 31    |
| Укупно             | 62,00  | = 28    |

 Знак једнакости = код појединачног пласмана значи да је делила место
Постигнутим резултатом 62,00 Олга Рајковић је поделила треће место са Мартом Пустишек, па је учествовала у другом кругу - групној вежби, где су репрезентативке освојиле 	115,10 бодова што им је у укупнпм пласману донело четврто место.